# Мужская сборная России по пляжному гандболу
Сборная России по пляжному гандболу представляет Россию на международных соревнованиях.

## Итоги выступлений

### Чемпионаты Европы
- 2000 — 4-е место
- 2002 —
- 2004 —
- 2006 — 7-е место
- 2007 —
- 2009 —
- 2011 —
- 2013 —
- 2015 — 5-е место
- 2017 —
- 2019 — 4-е место
- 2021 —

### Чемпионаты мира
- 2004 —
- 2006 — 9-е место
- 2008 — 8-е место
- 2010 — 6-е место
- 2012 — 4-е место
- 2014 — 7-е место
- 2016 — не прошли квалификацию
- 2018 — 6-е место (домашний турнир)

### Всемирные игры
- 2005 —
- 2009 —
- 2013 —